# Îles Salomon (Océanie)
Pour les articles homonymes, voir Îles Salomon (homonymie) et Salomon.
Les îles Salomon sont un archipel d'Océanie situé dans l'océan Pacifique, en mer des Salomon et en mer de Corail et appartenant à la Mélanésie. Il est partagé entre la Papouasie-Nouvelle-Guinée et les Îles Salomon.

## Géographie
Cet archipel peuplé majoritairement de Mélanésiens s'étend sur environ 1 100 kilomètres de longueur pour 600 kilomètres de largeur, mais sa superficie totale de 40 000 km2 n'excède pas celle de la Suisse.
Les îles Green, les plus septentrionales de l'archipel, les îles Buka et Bougainville, ainsi que les îlots attenants appartiennent à l'État de Papouasie-Nouvelle-Guinée. 
Les huit autres principales îles et une multitude d'îlots coralliens ont obtenu leur indépendance le 7 juillet 1978. Ce nouvel État des Îles Salomon a pour capitale Honiara, située sur Guadalcanal, seconde île de l'archipel par la taille et située en mer des Salomon. Les autres principales îles de l'État, faisant toutes partie de l'archipel des Salomon, sont l'île Choiseul, l'île Santa Isabel, Malaita et San Cristóbal, situées dans l'océan Pacifique, et en mer des Salomon, la Nouvelle-Géorgie, les îles Russell, les îles Florida et l'île Rennell. Les îles Santa Cruz et les îles Duff, bien qu'appartenant à l'État des Îles Salomon, se situent entièrement en mer de Corail et ne font pas partie de l'archipel des Salomon.

## Histoire moderne
En 1568, le navigateur et explorateur espagnol Álvaro de Mendaña est le découvreur européen de l'archipel, et celui qui leur attribue le nom du roi biblique Salomon.
Le navigateur français Philip Carteret les redécouvre en 1767.
Une partie de l'archipel est intégré à la Nouvelle-Guinée allemande (1884-1919), donc à l'Empire colonial allemand (1884-1922). Le Traité de Samoa (1899) redéfinit la partition de cette zone océanique entre puissances coloniales.
À la suite de la défaite allemande de la Première Guerre mondiale, l'Empire allemand perd toutes ses colonies en 1919, en vertu du traité de Versailles, y compris la Nouvelle-Guinée allemande qui est alors divisée :
la Terre de l'Empereur-Guillaume, l'archipel Bismarck et les Salomon allemandes deviennent le Territoire de Nouvelle-Guinée, mandat de la Société des Nations sous administration australienne.
Durant la Seconde Guerre mondiale, en 1942-1945, se déroule la Campagne des îles Salomon, dont particulièrement la Bataille de Guadalcanal (1942-1943).
Le Territoire de Papouasie et Nouvelle-Guinée (1949-1975) est placé sous administration australienne, jusqu'à l'autonomie en 1973 et l'indépendance en 1975.
Après la Guerre civile de Bougainville (1978-1988), s'établit une Région autonome de Bougainville.